# 195. Infanterie-Division (Deutsches Kaiserreich)
Die 195. Infanterie-Division war ein Großverband des deutschen Heeres im Ersten Weltkrieg.

## Gefechtskalender
Die Division wurde am 4. August 1916 an der Ostfront zusammengestellt, kämpfte dort bis Mitte April 1917 und wurde dann an die Westfront verlegt. Hier war sie mit kurzzeitiger Unterbrechung an der Italienfront bis Kriegsende im Einsatz, trat den Rückmarsch in die Heimat an, wo sie ab Januar 1919 demobilisiert und anschließend aufgelöst wurde.

### 1916
- 07. bis 13. August – Gefechte am oberen Sereth
- 14. August bis 5. Oktober – Kämpfe nördlich Zborow
- ab 6. Oktober – Stellungskämpfe bei k. u. k. 2. Armee (in Ostgalizien)

### 1917
- bis 21. April – Stellungskämpfe bei k. u. k. 2. Armee (in Ostgalizien)
  - 14. Februar – Gefecht bei Weretepy
  - 12. März – Stoßtruppunternehmung bei Lipnik-Hukalowce
- 21. bis 25. April – Transport nach dem Westen
- 25. April bis 26. Mai – Stellungskämpfe an der Yser
- 27. Mai bis 24. Juli – Schlacht in Flandern
- 25. Juli bis 3. Oktober – Kämpfe an der Siegfriedstellung
  - 31. August – Sturm auf Höhe 140 südwestlich Vendhuille
- 04. bis 20. Oktober – Schlacht in Flandern
- 22. Oktober bis 15. November – Stellungskämpfe bei Richecourt, Seicheprey und Flirey
- 15. bis 17. November – Transport aus Lothringen nach Oberitalien
- 17. November bis 6. Dezember – Reserve der k. u. k.-Heeresgruppe Conrad bei Trient und Fonzaso
- 06. bis 9. Dezember – Transport aus Oberitalien in das Elsass
- 09. bis 31. Dezember – Stellungskämpfe im Oberelsass

### 1918
- 01. Januar bis 5. Februar – Stellungskämpfe im Oberelsass
- 07. Februar bis 20. März – Stellungskämpfe im Artois und Aufmarsch zur Großen Schlacht in Frankreich
- 21. März bis 6. April – Große Schlacht in Frankreich
  - 21. bis 23. März – Durchbruchschlacht Monchy-Cambrai
  - 21. März – Erstürmung von Lagnicourt
  - 24. bis 25. März – Schlacht bei Bapaume
- 07. April bis 26. Mai – Kämpfe zwischen Arras und Albert
- 27. Mai bis 13. Juni – Schlacht bei Soissons und Reims
  - 28. Mai. bis 1. Juni – Verfolgungsschlacht zwischen Oise und Aisne und über die Vesle bis zur Marne
  - 30. Mai bis 13. Juni – Angriffskämpfe westlich und südwestlich von Soissons
- 14. Juni bis 4. Juli – Stellungskämpfe zwischen Oise, Aisne und Marne
- 15. bis 17, Juli – Angriffsschlacht an der Marne und in der Champagne
- 18. bis 25. Juli – Abwehrschlacht zwischen Soissons und Reims
- 20. Juli bis 3. August – Bewegliche Abwehrschlacht zwischen Marne und Vesle
- 04. bis 9. August – Stellungskämpfe an der Vesle
- 09. August bis 11. September – Stellungskämpfe in Lothringen
- 12. bis 14. September – Ausweichkämpfe im Mihiel-Bogen
- 15. September bis 2. Oktober – Stellungskämpfe in der Woëvre-Ebene und westlich der Mosel
- 03. Oktober bis 11. November – Abwehrschlacht in der Champagne und an der Maas
- ab 12. November – Räumung des besetzten Gebietes und Marsch in die Heimat

## Gliederung

### Kriegsgliederung vom 20. März 1918
- 101. Reserve-Infanterie-Brigade
  - Jäger-Regiment Nr. 6[1]
  - Jäger-Regiment Nr. 8[2]
  - Reserve-Infanterie-Regiment Nr. 233
  - 2. Eskadron/2. Hannoversches Ulanen-Regiment Nr. 14
- Artillerie-Kommandeur Nr. 195
  - Feldartillerie-Regiment Nr. 260
  - I. Bataillon/Westfälisches Fußartillerie-Regiment Nr. 7
- Pionier-Bataillon Nr. 195
- Divisions-Nachrichten-Kommandeur Nr. 195

## Kommandeure
| Dienstgrad   | Name                   | Datum                                    |
| ------------ | ---------------------- | ---------------------------------------- |
| Generalmajor | Eberhard von Schmettow | 04. bis 31. August 1916                  |
| Generalmajor | Heinrich von Hofmann   | 01. September 1916 bis 31. Dezember 1916 |
| Generalmajor | Reinhard von Wechmar   | 01. Januar 1917 bis 21. Februar 1918     |
| Generalmajor | Georg Weidner          | 22. Februar bis 19. Oktober 1918         |
| Generalmajor | Karl von Lewinski      | 20. Oktober 1918 bis Januar 1919         |